# 이효석
이효석(李孝石, 1907년 4월 5일 (1907년 음력 2월 23일)~1942년 5월 25일)은 일제강점기의 작가, 언론인, 수필가, 시인이다. 한때 숭실전문학교의 교수를 지내기도 했다. 호는 가산(可山)이며, 강원 평창(平昌) 출생으로 한국의 대표적인 단편소설 작가이다.

## 생애
강원도 평창군 봉평면의 본마을에서 태어나 1914년 8세때 외학을 하게 되어 봉평에서 100리가 떨어진 군 소재지 평창공립보통학교 (현 평창초등학교)에 입학한다. 졸업후  경성제일고등보통학교를 무시험으로 입학하였다.

### 주요 활동
이효석은 경성제일고보(현 경기고등학교)를 거쳐 경성제국대학 법문학부 영문과를 나왔다. 이때 만난 친구로는 영문학자이자 법학자이며 제헌국회에서 헌법을 기초하는데 참여한 유진오, 해방후 초대~5대 국회의원을 연임한 5선 국회의원이자 자유당의 온건파 정치인 이재학이 있었다. 이들은 그의 경성고등보통학교와 경성제국대학 영문과 동문으로 학사 학위 취득 후에도 그와 연락을 주고 받았다.
1928년 《조선지광(朝鮮之光)》에 단편 《도시와 유령》이 발표됨으로써 동반자작가(同伴者作家)로 데뷔하였다. 계속해서 《행진곡(行進曲)》, 《기우(奇遇)》 등을 발표하면서 동반작가를 청산하고 구인회(九人會)에 참여, 《돈(豚)》, 《수탉》 등 향토색이 짙은 작품을 발표하였다.
젊은 시절의 그는 '가난뱅이 작가'였다. 그는 돈없이 자신의 가난하고 빈한한 처지를 스스로 '가난뱅이 작가'라고 자조하기도 했다. 가난뱅이 작가였던 이효석은 경성 토호 집안이었던 처가에 떳떳한 모습을 보여주고 싶어 백방으로 직업을 구했다. 중학 시절 은사가 주선해준 취직 자리는 조선총독부 경무국 검열계였다. 문인들의 작품을 사전 검열하는 곳이다. 동료들의 지탄이 빗발쳤다. 결국 이효석은 열흘 만에 조선총독부를 그만뒀다.  1933년에는 구인회를 결성했다.

### 교수 생활과 작품 활동
1934년 평양 숭실전문학교의 국문학과 영문학 교수가 된 후, 강의 활동과 동시에 《산》, 《들》 등 자연과의 교감을 수필적인 필체로 유려하게 묘사한 작품들을 발표했다. 1936년에는 1930년대 조선 시골 사회를 아름답게 묘사한 《메밀꽃 필 무렵》을 발표하였다. 하지만, 정작 이효석의 삶은 시골과는 거리가 멀었다. 서양 영화를 즐겨 보았고, 서양에서 온 가수나 무용단의 공연을 보며 넋을 잃기도 했던 도시인의 삶이 그의 삶이었다.
숭실전문학교가 신사참배 거부로 자진 폐교한 뒤 이를 승계한 대동공업전문학교가 신설되면서 이효석은 대동공업전문학교에서 교수 생활을 이어갔다.
서구적인 분위기를 풍기는 《장미 병들다》, 동성애를 다룬 작품으로 평가받는《화분》(花粉) 등을 계속 발표하여 성(性) 본능과 개방을 추구한 새로운 작품 경향으로 주목을 끌기도 하였다. 당시 이태준·박태원 등과 더불어 대표적인 단편작가로 평가되었다.

### 최후
1940년 부인 이경원과 차녀를 잃은 후 실의에 빠져 건강을 해치고 작품 활동을 활발하게 못하다가 1942년 5월 25일 결핵수막염으로 숨을 거두었다.

### 사후
강원도 평창군 진부면에 모친의 유골과 합장했으나, 1972년 영동고속도로 건설공사로 인해 용평면의 고속도로 변으로 이장하였다. 그러나 1998년 영동고속도로 확장 공사로 인해 경기도 파주시 탄현면 동화경모공원으로 이장하였다. 2021년 고향인 평창군으로 다시 이장되었다.

#### 사랑에 관련된 가십거리
신비한TV 서프라이즈에 따르면, 이효석 작가는 가수 왕수복과 사랑했다. 신비한TV 서프라이즈에서 재연한 내용에 따르면, 부인 이경원, 차녀와 사별한 후에 외로웠던 이효석 작가는 왕수복을 다른 남성들과 달리 예쁜 여가수, 노래하는 꽃이 아닌 인격을 가진 여성으로서 존중하고 사랑했다.

## 주요 작품
- 《도시와 유령》 - 1928년(22세[3])
- 《돈(豚)》
- 《수탉》
- 《장미 병들다》 - 1938년 (32세)
- 《산》
- 《들》
- 《메밀꽃 필 무렵》 - 1936년 (30세)
- 《화분(花粉)》- 1939년 (33세)
- 《행진곡(行進曲)》  -1929년(23세)
- 《기우》   - 1929년(23세)

## 기타
- 이효석이 태어난 평창군 봉평면에는 이효석의 생가와 이효석 문학관, 효석문화마을이 있으며, 창동리와 원길리 일대에 이효석길이라는 길이 있다.

## 같이 보기
- 김동인
- 김소월
- 김유정
- 이상
- 이광수
- 나혜석
- 김명순
- 양주동
- 이희승